# مشدا له
مشدا له (به عربی: مشدا الله) یک شهرداری در الجزایر است که در استان بویره واقع شده‌است.
 مشدا له  ۲۱٬۵۹۳ نفر جمعیت دارد.